# 北歐神劍
北歐神劍，是日本純種競賽馬匹。生涯活躍於一哩賽事，曾勝出2009年每日盃兩歲錦標及2011年天鵝錦標。

## 出賽前
2007年5月8日出生於北海道新冠町North Hills Management（今North Hills），所有權歸於牧場負責人之一的前田幸治旗下。
其後交由栗東訓練中心練馬師橋口弘次郎訓練。

## 競賽生涯

### 2歲
2009年8月23日出戰小倉競馬場2歲新馬戰，比賽初段維持在第二的位置，可惜在直路上未能維持走勢下最終失速沉底，以第七大敗。
3星期後隨即2歲未勝利戰，選擇於先頭第四的位置展開推進下在彎道處開始發力，於直路上繼續加速下拋離對手，最終以2馬位優勢取得首勝。
其後選擇以以二級賽每日盃兩歲錦標作為目標，本次比賽未有使用以往兩戰的前置戰術，於出閘後墮後至約莫第十的位置，直至最後彎道才抽出外檔準備望空。進入直路後，其隨即在大外檔展現優秀的反應，不斷加速下最終轟出後600米33.8秒的優秀末腳，在終點前將榮進神駒追過取得首個分級賽冠軍。
贏得每日盃兩歲錦標後原定以朝日盃未來錦標作為下一步，但在11月13日在鳥取縣伯耆町大山Hills放草時左腳第一趾骨骨折。於11月16日被送往栗東訓練中心接受手術安裝螺絲後進入長期休養，最終直接跳過3歲生涯。

### 4歲
2011年原計劃於新年錦標復出，但被排除於名單外後轉戰白富士錦標。比賽開始後，其保持在先頭位置穩步推進，在彎道處繼續維持走勢以進佔有利位置。進入直路後，雖然其能保持自身的速度，但一直被Caliburn壓制下以第二落敗。
其後出戰洛陽錦標，本次比賽採取居中戰術下一直保持在約莫第八、九附近的位置，但在直路上未能反超後方來襲的King Street再度以第二落敗。
4月增程出戰產經大阪盃，比賽途中選擇前置下在直路上因為距離適性的問題未能保持衝刺，最終以第八落敗。
其後重返一哩戰線出戰谷川岳錦標，出閘後隨即保持在先頭第三的位置，沿途跟隨前方賽駒的步伐前進。進入直路後，其在餘下400米處經已超越領放馬取得領先，及後繼續保持不俗的加速力下成功阻止Suzu Jupiter及Hit Japotto的追擊取勝。
6月按照計劃出戰安田紀念，然而保持在中團之中下無法在直路上展現優秀的衝刺而僅跑獲第八。
夏季選擇以米子錦標作為熱身，順利出閘後隨即衝前進佔先頭位置，一直保持在Anno Luce及Meiner Clarity的遮擋之下。進入直路後，其在中外檔位置逐步加速，最終成功在中後段取得領先並率先衝線。
秋季出戰天鵝錦標作為起動戰，本次比賽仍然選擇於先頭有利位置推進，在彎道處稍微加速下於直路初段開始迫近領放馬咖啡寶，最終成功超越對手並已1 1/4馬位優勢取得第二個分級賽冠軍。

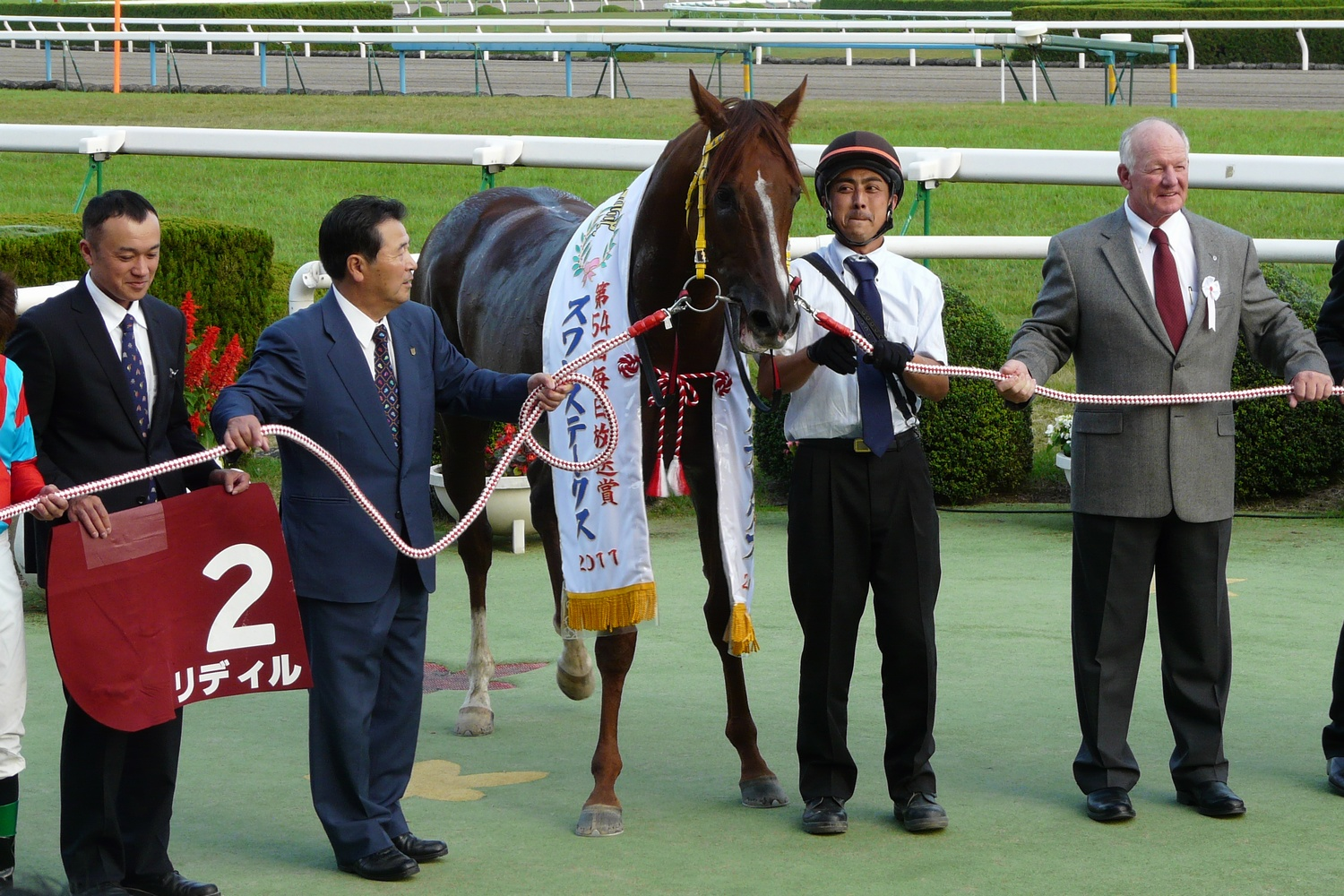
天鵝錦標頒獎儀式

但其後未能保持水準，出戰正賽一哩冠軍賽中因在直路受阻無法順利加速以第十四大敗，年末的阪神盃亦因反應不佳跑獲第十一。

### 5歲
2012年於年初原定繼續出戰賽事，但在左前腳出現關節炎的情況下進入休養。
然而於11月23日，陣營認為其情況未有好轉，因而在年間未出戰任何賽事的情況下安排其退役。

### 詳細賽績
| 日期       | 舉辦國家 | 馬場 | 距離   | 級別  | 賽事名稱       | 負重 | 騎師     | 馬號 | 出馬 | 名次 | 時間   | 頭馬（二馬）     |
| ---------- | -------- | ---- | ------ | ----- | -------------- | ---- | -------- | ---- | ---- | ---- | ------ | ---------------- |
| 23/8/2009  | 日本     | 小倉 | 草1800 |       | 2歲新馬        | 54   | 幸英明   | 8    | 12   | 7    | 1:51.0 | L'Ile d'Aval     |
| 13/9/2009  | 日本     | 阪神 | 草1600 |       | 2歲未勝利      | 54   | 小牧太   | 2    | 16   | 1    | 1:34.8 | （Forceful Bio） |
| 17/10/2008 | 日本     | 京都 | 草1600 | JpnII | 每日盃兩歲錦標 | 55   | 小牧太   | 5    | 13   | 1    | 1:33.7 | （榮進神駒）     |
| 29/1/2011  | 日本     | 東京 | 草2000 | OP    | 白富士錦標     | 55   | 內田博幸 | 6    | 10   | 2    | 2:01.1 | Caliburn         |
| 20/2/2011  | 日本     | 京都 | 草1600 | OP    | 洛陽錦標       | 56   | 小牧太   | 6    | 16   | 2    | 1:35.3 | King Street      |
| 3/4/2011   | 日本     | 阪神 | 草2000 | GII   | 產經大阪盃     | 57   | 武豐     | 2    | 15   | 8    | 1:58.6 | 萬千寵愛         |
| 1/5/2011   | 日本     | 新潟 | 草1600 | OP    | 谷川岳錦標     | 56   | 中館英二 | 12   | 15   | 1    | 1:32.8 | （Suzu Jupiter） |
| 5/6/2011   | 日本     | 東京 | 草1600 | GI    | 安田紀念       | 58   | 中館英二 | 10   | 18   | 7    | 1:32.3 | 實際影響         |
| 3/7/2011   | 日本     | 京都 | 草1600 | OP    | 米子錦標       | 56   | 小牧太   | 7    | 11   | 1    | 1:33.3 | （Spirytus）     |
| 29/10/2011 | 日本     | 京都 | 草1400 | GII   | 天鵝錦標       | 57   | 小牧太   | 2    | 18   | 1    | 1:19.4 | （咖啡寶）       |
| 20/11/2011 | 日本     | 京都 | 草1600 | GI    | 一哩冠軍賽     | 57   | 小牧太   | 17   | 18   | 14   | 1:35.0 | 榮進神駒         |
| 17/12/2011 | 日本     | 阪神 | 草1400 | GII   | 阪神盃         | 57   | 小牧太   | 18   | 18   | 11   | 1:21.5 | 聖卡羅           |

## 退役後
退役後，北歐神劍並未成為配種馬，而是於福島縣南相馬市大瀧馬事苑休養，在2013年作為乘騎馬使用。

## 血統簡介
父系愛麗速子為日本賽駒，生涯四戰四勝，以無敗姿態勝出2001年皋月賞，但因傷病提早退役配種，因而被人稱為「幻之三冠馬」。祖父週日寧靜是美國三冠賽雙料冠軍馬，退役後在日本配種，在日本馬壇相當成功，贏得多項分級賽事，其子嗣贏得巨額獎金。
母系Erimo Pixy為日本賽駒，生涯戰績不俗，為公開賽冠軍，亦曾於愛知盃、京都牝馬錦標、福島牝馬錦標等賽事跑獲季軍。外祖父勇舞爲美國生產的英國賽駒，生涯僅得一敗，曾於1986年奪得凱旋門大賽冠軍，被譽爲1980年代歐洲最強賽駒。

### 血統表
| 父線：週日寧靜系（Halo系）         |                                  |                 |                 |
| 種馬 愛麗速子 1998年（栗色）       | 週日寧靜 1986年（棕色）          | Halo            | Hail to Reason  |
| 種馬 愛麗速子 1998年（栗色）       | 週日寧靜 1986年（棕色）          | Halo            | Cosmah          |
| 種馬 愛麗速子 1998年（栗色）       | 週日寧靜 1986年（棕色）          | Wishing Well    | Understanding   |
| 種馬 愛麗速子 1998年（栗色）       | 週日寧靜 1986年（棕色）          | Wishing Well    | Mountain Flower |
| 種馬 愛麗速子 1998年（栗色）       | 愛麗花 1987年（棗色）            | Royal Ski       | Raja Baba       |
| 種馬 愛麗速子 1998年（栗色）       | 愛麗花 1987年（棗色）            | Royal Ski       | Coz Onijinsky   |
| 種馬 愛麗速子 1998年（栗色）       | 愛麗花 1987年（棗色）            | Agens Lady      | Remand          |
| 種馬 愛麗速子 1998年（栗色）       | 愛麗花 1987年（棗色）            | Agens Lady      | Ikoma Eikan     |
| 繁殖雌馬 Erimo Pixy 1998年（棗色） | 勇舞 1983年（棗色）              | 利法爾          | 北地舞人        |
| 繁殖雌馬 Erimo Pixy 1998年（棗色） | 勇舞 1983年（棗色）              | 利法爾          | Goofed          |
| 繁殖雌馬 Erimo Pixy 1998年（棗色） | 勇舞 1983年（棗色）              | Navajo Princess | Drone           |
| 繁殖雌馬 Erimo Pixy 1998年（棗色） | 勇舞 1983年（棗色）              | Navajo Princess | Olmec           |
| 繁殖雌馬 Erimo Pixy 1998年（棗色） | Erimo Shootting 1984年（深棗色） | Tesco Boy       | Princely Gift   |
| 繁殖雌馬 Erimo Pixy 1998年（棗色） | Erimo Shootting 1984年（深棗色） | Tesco Boy       | Suncourt        |
| 繁殖雌馬 Erimo Pixy 1998年（棗色） | Erimo Shootting 1984年（深棗色） | Depgleef        | Vaguely Noble   |
| 繁殖雌馬 Erimo Pixy 1998年（棗色） | Erimo Shootting 1984年（深棗色） | Depgleef        | Depth           |
| 雌系：Depgleef系（號族：9-f）      |                                  |                 |                 |
| 五代內近親交配：無                 |                                  |                 |                 |

## 命名由來
名字Ridill（リディル）為北歐神話中的一把名劍：「里迪爾」，香港則取其意，翻譯為「北歐神劍」。

## 外部連結
- 北歐神劍 netkeiba.com
- 血統表